# 증국전
증국전(중국어 정체자: 曾國荃, 병음:  Zeng Guoquan, 1824년 10월 12일 ~ 1890년 11월 13일)은 중국 청나라 말기의 군인이자, 정치가이다. 자는 원보(沅甫). 후난성 창사부 상향현(현재의 쌍봉현 하엽진) 출신으로 청나라의 저명한 대신 증국번과 증국화의 동생이자, 증정간의 형이다. 상군 지휘관 중 한 명이다.

## 생애
태평천국의 난에서는 맏형을 보좌했고, 함풍 6년(1856년)에 강서성에서 형이 고전하고 있다는 소식을 듣고, 호남순무 락병장에게 청해서 3천 명의 군사를 모아 길안으로 원병으로 나섰다. 이듬해 1857년에 함락시킨 공적으로 지부로 발탁되었다. 1859년(함풍 8년)에는 강서성 전역을 장악하여 도원(道員)으로 승진했다. 그후 구강을 출발해 황주에서 안휘성으로 들어갔다.
1860년(함풍 10년), 안경을 포위했으나 진옥성의 원군에게 종종 패하기도 했다. 이듬해 11년에 안경을 함락시켰다.
1862년(동치 원년)에 절강 안찰사, 이어서 강소 포정사에 임명되었는데, 우화대에서 천경 공격을 시작했다. 1864년, 천경공방전에서 격전 끝에 천경을 함락시켜 태평천국을 멸망시켰다. 그러나 그 과정에서 엄청난 수의 안경과 남경 시민을 학살하고 재물을 약탈하여 비난을 받았다.
1865년(동치 4년), 호북순무로 임명되었고, 1867년에는 이홍장과 함께 염군을 진압하러 나섰지만, 작전에 실패하자 칭병하고 은퇴했다.
1875년(광서 원년), 관으로 복귀하여 섬서순무, 산서순무, 양광총독을 역임했고 1884년(광서 10년)에서 양강총독을 지냈다.
1890년(광서 16년), 66세의 일기로 사망했다. 사후 충양공(忠襄公)의 시호가 주어졌다. 같은 해에 조카 증기택도 사망했다.

## 관련자료
- 주홍장
- 천경공방전